# Arkona (groupe)
Pour l’article homonyme, voir Arkona.

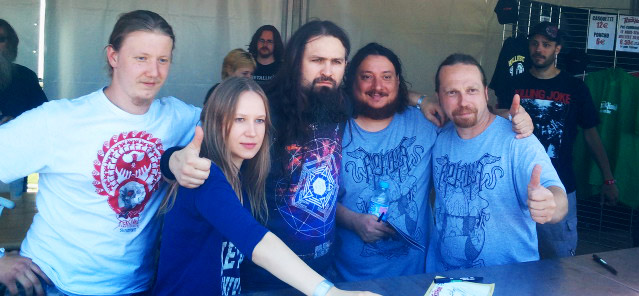
Arkona en dédicace au Hellfest 2015

Arkona (russe : Аркона) est un groupe de pagan et folk metal russe, originaire de Moscou. Leurs paroles sont inspirées du folklore russe et de la mythologie slave. Le groupe a été fondé en 2002 et est engagé depuis 2008 avec le label Napalm Records.

## Biographie

### Débuts (2002–2007)
En 2002, des membres d'une communauté païenne locale, Maria « Scream » Arhipova et Alexandre « Warlock » Korolev  décident de former un groupe, en fonction de leur idéologie et de leurs goûts musicaux. Le groupe s'appelle alors Hyperborea, et se compose de : Maria / Masha « Scream » Arhipova (chant), Eugene Knyazev (guitare), Eugene Borzov (basse), Ilya Bogatyriov (guitare), Alexander « Warlock » Korolev (batterie) et Olga Loginova (claviers). En février 2002, le groupe prend le nom de « Arkona ». À la fin de l'année, ils enregistrent  une démo qui se compose de 3 pistes - Kolyada, Solntsevorot et Rus.
Au début de 2003, le groupe commence à donner des concerts. Jusqu'à l'été 2003, le groupe joue quelques concerts locaux, mais plusieurs membres du groupe perdent tout intérêt pour le groupe, et en septembre 2003, le groupe Arkona disparaît.
Masha décide de maintenir en solo et demande de l’aide à ses camarades du groupe Rossomahaar pour l'enregistrement d'un album. En mars 2004, le premier LP, Vozrozhdenie, est enregistré. Après cela, Masha se consacre à la création de nouvelles chansons, et d'ici la fin de l'été 2004, un deuxième album Lepta est prêt. Il est enregistré à l'automne suivant avec les mêmes musiciens. L'album sort en décembre 2004 et continue dans la lignée de  Vozrozhdenie. Dans l'enregistrement de cet album prend part le chanteur Les'yar (Nevid, ex-Butterfly Temple), non seulement en tant qu'artiste, mais aussi comme écrivain de certaines paroles (la chanson Zarnitsy Svobody Nashei). Arkona est donc relancé avec de nouveaux membres, il s’agit des membres de Rossomahaar : Sergei « Lazar » (guitare), Ruslan « Kniaz » (basse) et Vlad « Artist » (batterie).
Durant l'été 2005, le groupe commence à enregistrer le troisième album Vo Slavu Velikim. L’album compte plusieurs invités comme Vladimir Cherepovskiy (Mervent, ex-Voinstvo Sidov, Veter Vody, Trio Mario) et des membres des groupes Svarga et Alkonost. La performance live de la présentation de l’album est enregistrée et est sortie en DVD et également en CD live Jizn vo 'Slavu. En mai 2007, Arkona commence à enregistrer le quatrième album Ot Serdca K Nebu, dans la continuité du thème de la renaissance de la culture et de la religion indigène Slave. Toutes les parties d'instruments à vent ethniques sont composées par Vladimir Cherepovsky (gaita, gallega, tin whistle, low whistle, sopilka, flûte de pan, ocarina, zafun).

### Ot Serdca K Nebu(2008–2011)
En Mars 2008, Arkona est placé comme l'une des têtes d'affiche du Ragnarok Festival V. Après ce passage, Napalm Records signe avec le groupe pour le prochain album  Ot Serdca K Nebu,.
Le groupe sort un deuxième DVD, Noch Velesova, en mai 2009 chez Napalm Records. Le cinquième album se termine en juin 2009, enregistré pour la première fois dans la carrière du groupe avec un chœur et un quintet à corde, dont la pièce maîtresse est sans nul doute Na Moey Zemle, relatant une saga slave en 15 minutes. Cette épopée est enregistrée avec les voix des membres de Månegarm, Menhir et Heidevolk, parmi d'autres. L'illustration de l'album est élaborée par Kris Verwimp (Enthroned, Fejd, Furor Gallico, Graveland, Månegarm, Marduk, Melechesh, Moonsorrow...) qui illustre chaque morceau de l'album. La même année sont élaborés les clips Yarilo et Liki Bessmertnykh Bogov.
En 2011, le groupe sort un EP, Stenka na Stenku, pour apaiser l'attente de leur prochain album.

### Slovo(2011–2013)
Slovo est publié en 2011, mêlant ballades et épopées épiques. C'est là encore Kris Verwimp qui s'occupe de l'illustrer. Directement après sa sortie, la formation participe à l'Heidenfest Tour, à travers 11 pays d'Europe. Par la suite, ils donnent 36 concerts en Amérique du Nord. Le 11 février 2012 le groupe fête ses 10 ans à Moscou avec le plus gros concert de leur histoire: ils jouent alors avec un chœur universitaire et un quatuor à cordes. Cette performance a été enregistrée et sort un an plus tard sous la forme du disque Decades of Glory.
Au retour du PaganFest, l'élaboration et l'enregistrement de l'album Yav débute. C'est à ce moment que Vlad « Artist » décide de quitter le groupe, après leur prestation au MetalFest, en Pologne, le 22 juin 2013. Le groupe lui demande alors d'enregistrer et de jouer sur scène les morceaux qu'il connaît, avant de passer la main à Andrey Ischenko pour les autres morceaux studio. Par la suite, il devient membre permanent de la formation. La formation prend une pause en 2013 avec le travail sur l'album et effectue la plus grande tournée de son histoire.

### Yav(2014–2016)

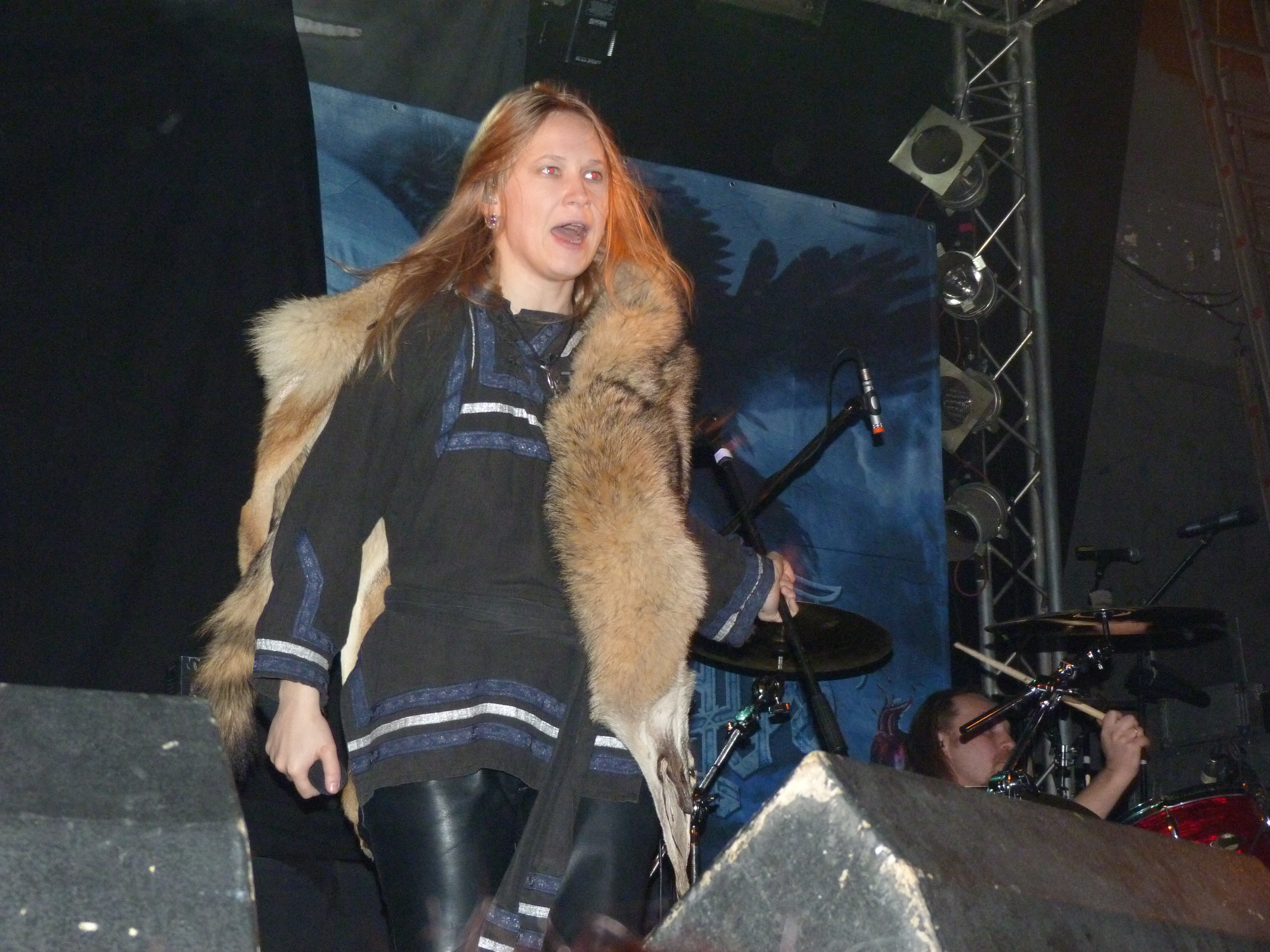
Maria Masha Scream Arkhipova.

L'album Yav sort en 2014, et il s'ensuit une tournée mondiale notamment sur le continent américain, le Pagan Rebellion Tour en 2015 auquel sont associés les Danois Svartsot et les Estoniens Metsatöll, comprenant également cinq dates en Pologne avec non pas Svartsot mais le groupe néerlandais Heidevolk. Cette tournée comprend également un concert spécial le 12 décembre en Suisse avec Trollort, Dalriada, Svartsot, Metsatöll, et Heidevolk. Par la suite, à partir du 14 décembre 2015, ce sont Heidevolk et Dalriada qui partagent l'affiche avec Arkona et Metsatöll et non plus Svartsot.

### Vozrozhdenie(depuis 2016)
Exactement trois ans après le début de l'enregistrement de l'album Yav, le 27 mars 2016, le groupe entre en studio afin de travailler les pistes du nouvel album à venir. En parallèle, ils publient sur les réseaux sociaux un bilan de leur année 2015, parlant de 87 concerts dans 32 pays différents. Le 2 septembre 2016, le groupe annonce que leur album s'intitulera Vozrozhdenie et qu'il sortira le 11 novembre 2016. Il s'agit d'un réenregistrement de leur premier album. Par la suite, ils sont annoncés au Metalfest Open Air Plzeň, en République tchèque ainsi qu'au Motocultor, en France, annonçant dans le même temps l'annulation du Gohelle Fest où Arkona devait se produire. Cette prestation s'inscrit dans leur tournée des divers festivals où le groupe est annoncé, outre le Metalfest : Metaldays, Summer Breeze, More than Fest, et Wolfszeit. Une tournée italienne est également prévue en octobre 2016, ainsi qu'une tournée canadienne en septembre. En fin d'année, le groupe tourne sur le continent américain, notamment avec une tournée commune avec Epica, Fleshgod Apocalypse, et The Agonist.
Depuis fin 2016 et plus particulièrement début 2017, le groupe travaille sur un 8e et nouvel album. L'enregistrement débute alors, et le groupe communique régulièrement sur l'avancée du travail. En juillet, les parties batterie et basse sont donc enregistrées, supervisées par Masha. Durant l'été, le groupe se produit alors dans divers festivals: Metalshow Open Air, Exit Festival, Castle Party, Folk Summer Fest, Brutal Assault Festival, Leyendas Del Rock, Metal on the Hill, More than Fest, et Folk and Metal Fest IV. Bien que programmés au Ragnard Rock Fest, ce dernier est annulé le 15 juillet.

## Membres

### Membres actuels
- Maria (Masha) « Scream » Arkhipova - chant féminin (depuis 2002)
- Sergei « Lazar » - guitare (depuis 2004)
- Ruslan « Kniaz » Rosomaherov - basse (depuis 2004)
- Andrey Ischenko - batterie  (depuis 2013)
- Vladimir Reshetnikov Volk - instruments ethniques (depuis 2009)

### Anciens membres
- Eugene Knyazev - guitare (2002–2004)
- Eugene Borzov - basse (2002–2004)
- Ilya Bogatyryov - guitare (2002–2004)
- Alexander « Warlock » Korolyov - batterie (2002–2004)
- Olga Loginova - claviers (2002–2004)
- Vlad « Artist » - batterie (2004–2013)

### Invités
- Les’yar - chant et composition (2004, sur Lepta)
- Vladimir Cherepovskiy - gaïta, gallega, small pipe, vielle à roue, tin whistle, low whistle, sopilka (fifre ukrainien), chanterelles, flûte de Pan, ocarina, xaphoon (2005, sur Vo Slavu Velikim!)

## Vidéographie

### Clips
- 2008 - Pokrovi nebesnogo startsa, tiré de Ot serdtsa k nebu
- 2008 - Slavsia, rus, tiré de Ot serdtsa k nebu
- 2009 - Goi, rode, goi!, tiré de Goi, rode, goi!
- 2010 - Liki bessmertnykh bogov, tiré de Goi, rode, goi!
- 2010 - Yarilo, tiré de Goi, rode, goi!
- 2011 - Stenka na stenku, tiré de Slovo
- 2015 - Zov pustyh dereven', tiré de Yav
- 2017 - Serbia, tiré de Yav, le clip associe des prises de vues tirées du court-métrage Triptih o materiji i smrti (Le triptyque de la matière et de la mort) du réalisateur serbe Živojin Pavlović de 1960 et des extraits de concert
- 2018 - V pogonie za beloj ten'yu, tiré de Khram
- 2023 - Kob′, tiré de l'album du même nom

### Lyric vidéos
- 2016 - Vozrozhdenie, tiré de la version ré-enregistrée de Vozrozhdenie, les paroles sont en anglais contrairement au chant qui est en russe
- 2023 - Ydi, tiré de l'album Kob’